# Liste von Persönlichkeiten der Stadt Woronesch
Die Liste von Persönlichkeiten der Stadt Woronesch enthält in der russischen Stadt Woronesch geborene und verstorbene Persönlichkeiten sowie solche, die in Woronesch gewirkt haben, dabei jedoch andernorts geboren wurden. Die Liste erhebt keinen Anspruch auf Vollständigkeit.

## Söhne und Töchter der Stadt Woronesch

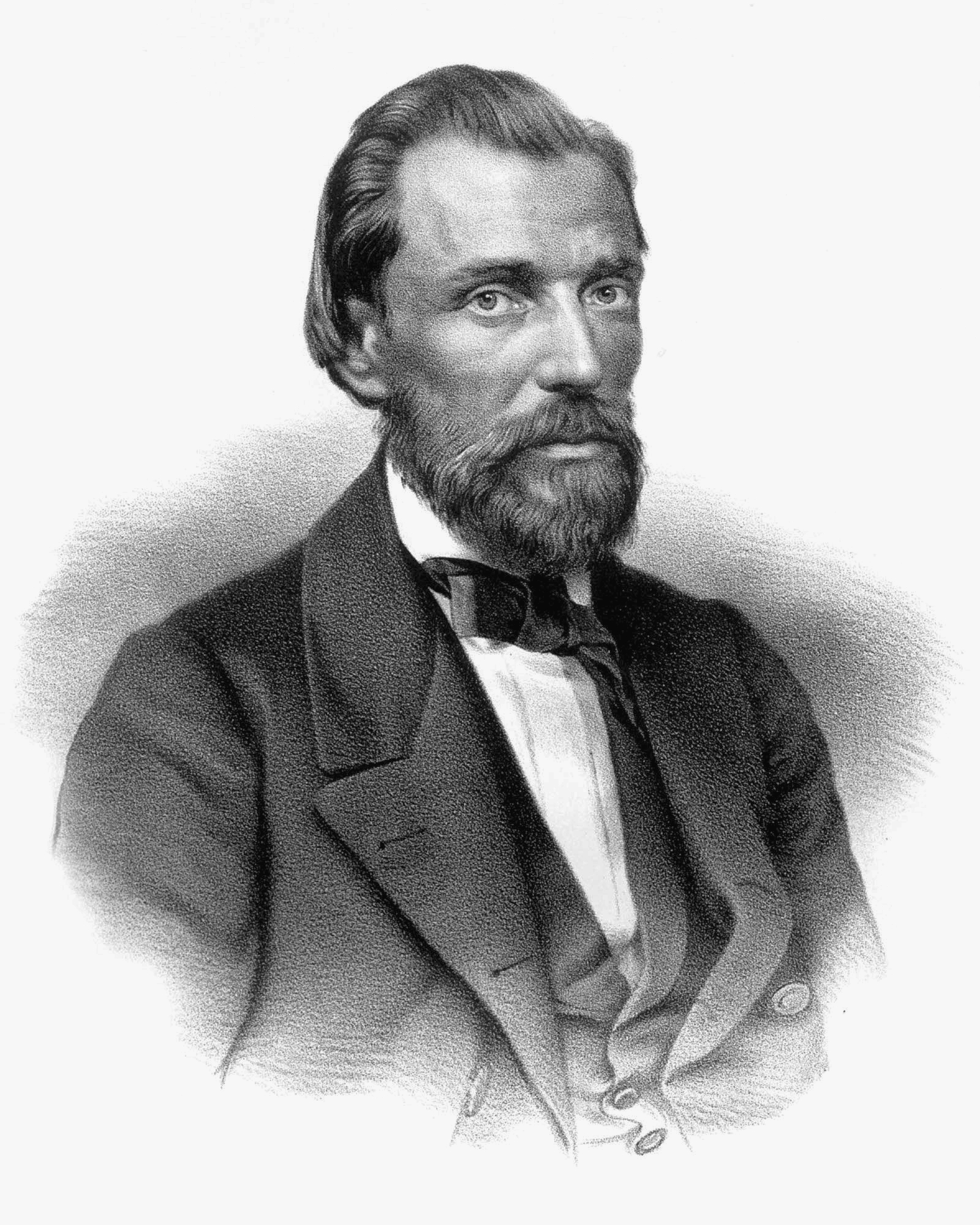
Iwan Nikitin
(1824–1861)

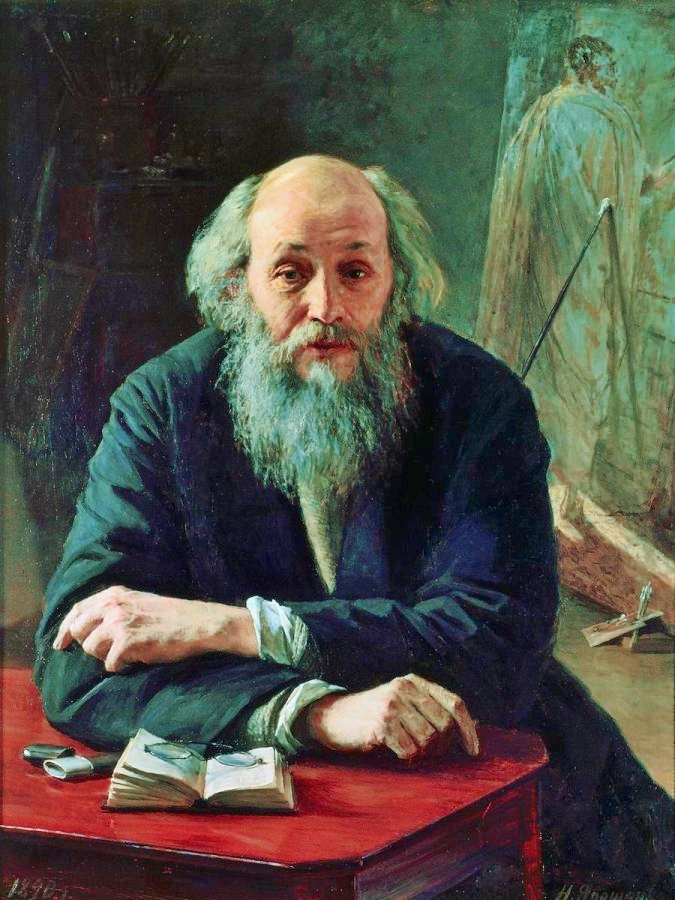
Nikolai Ge
(1831–1894)

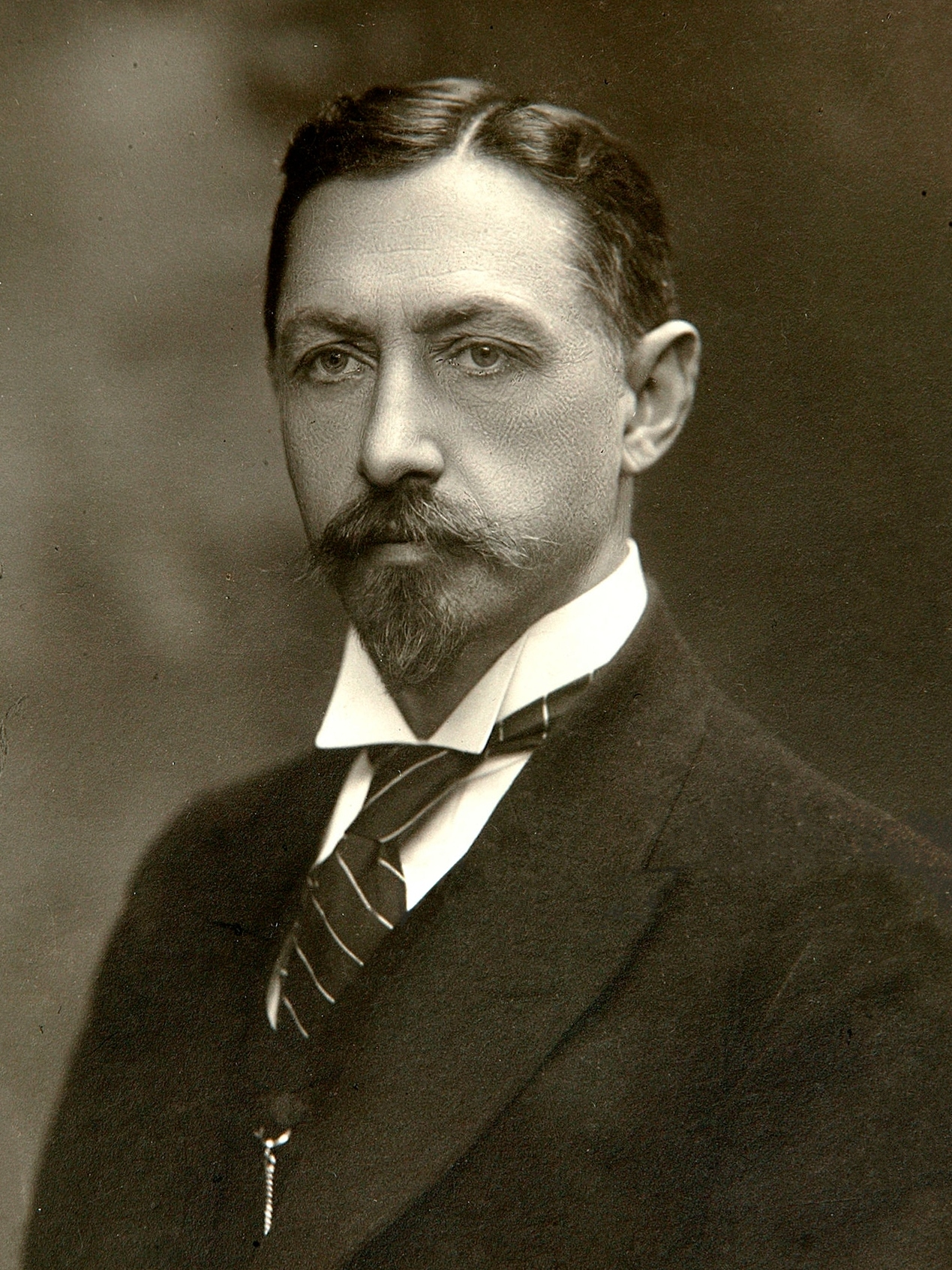
Iwan Bunin
(1870–1953)

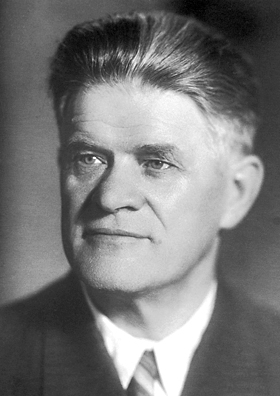
Pawel Tscherenkow
(1904–1990)

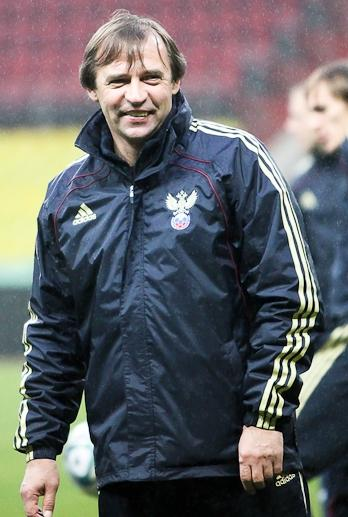
Alexander Borodjuk
(* 1962)

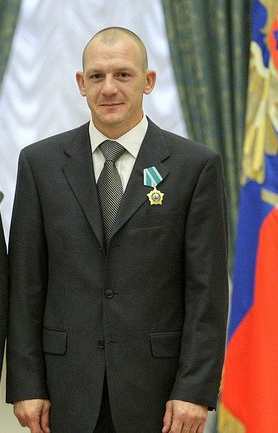
Dmitri Sautin
(* 1974)

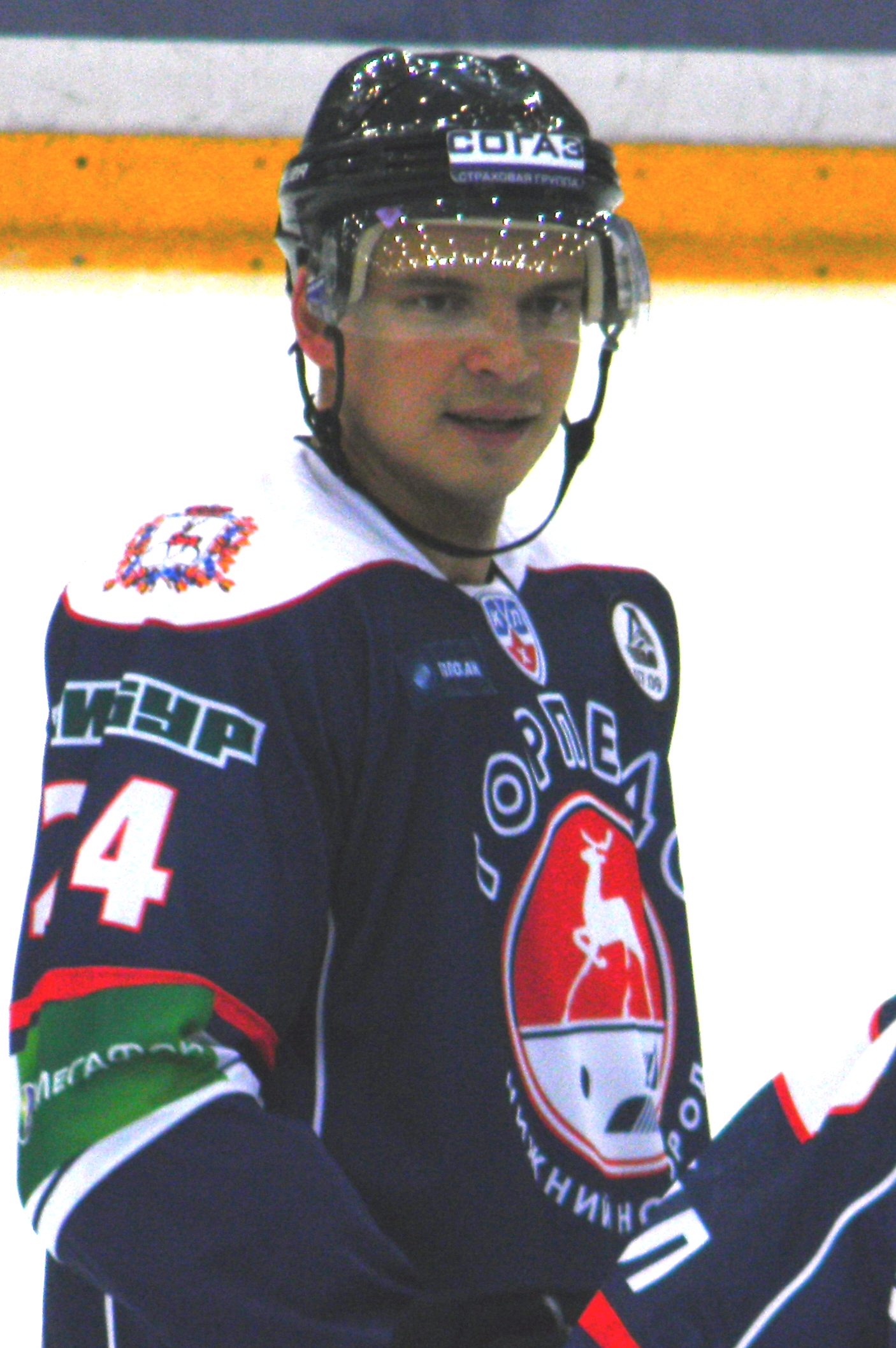
Maxim Potapow
(* 1980)

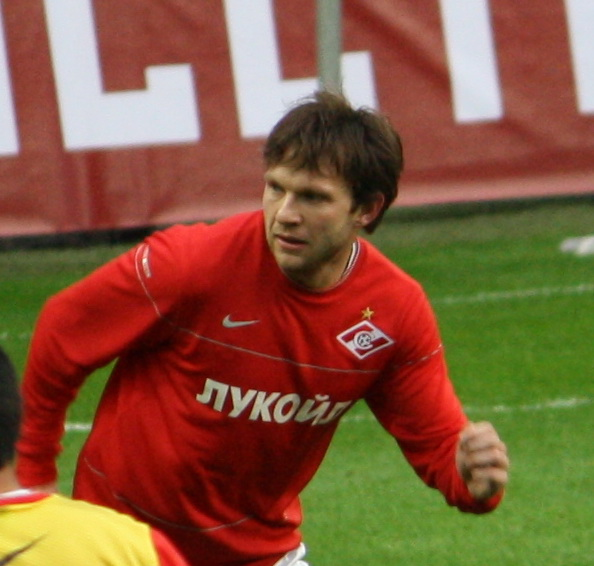
Iwan Sajenko
(* 1983)

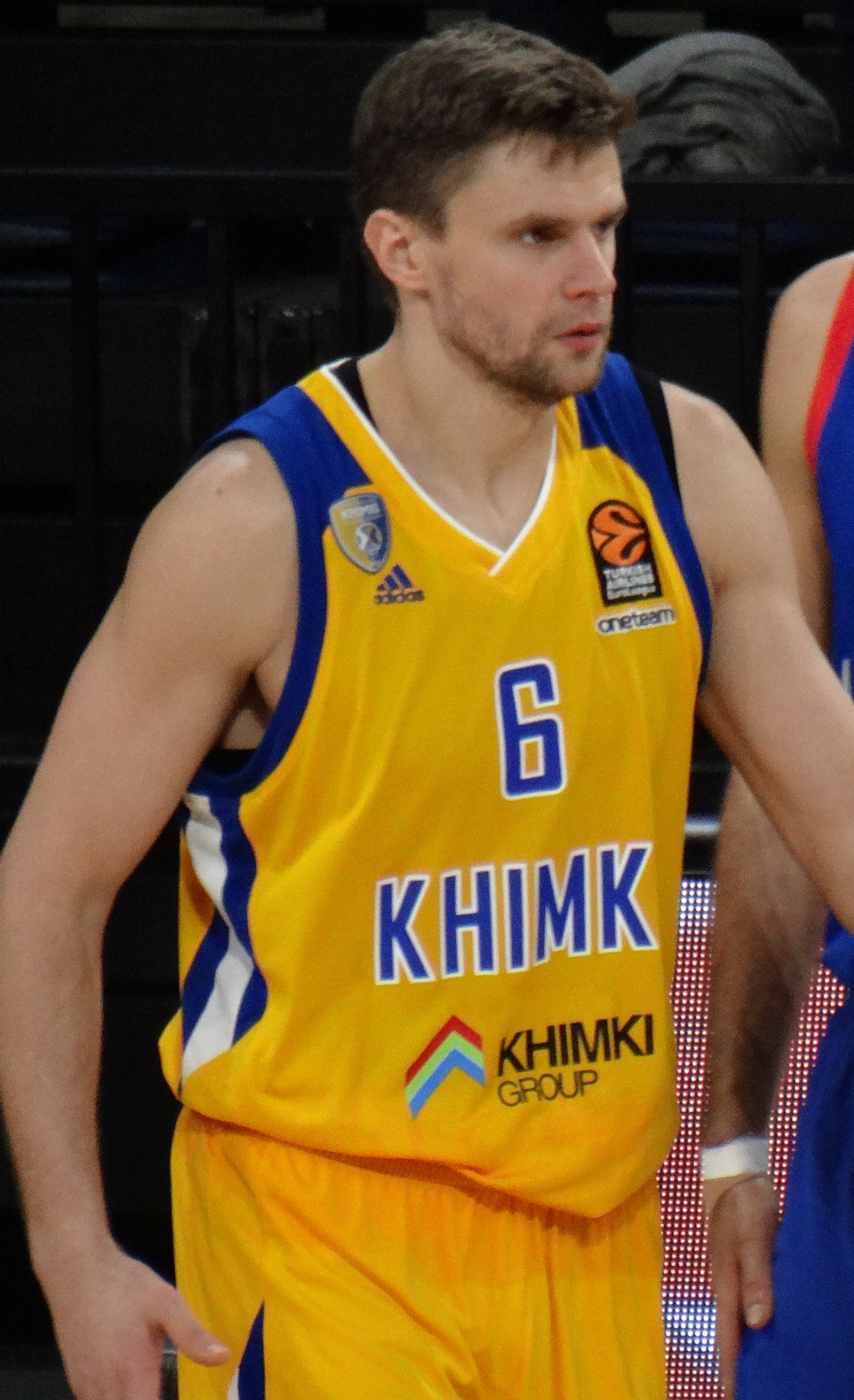
Jegor Wjalzew
(* 1985)

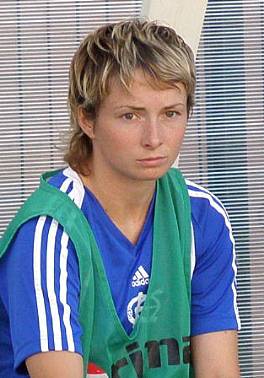
Jelena Terechowa
(* 1987)

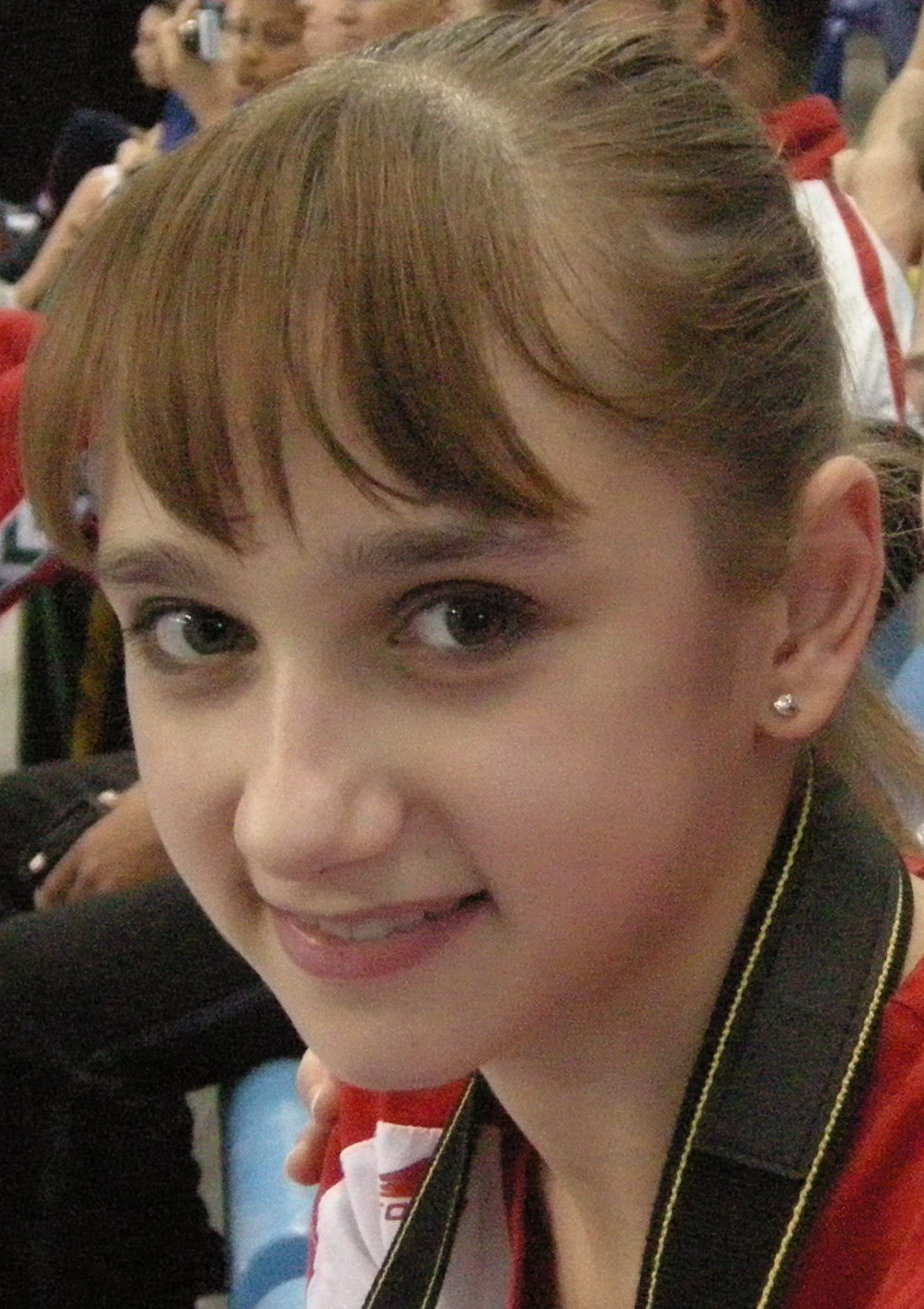
Wiktorija Komowa
(* 1995)

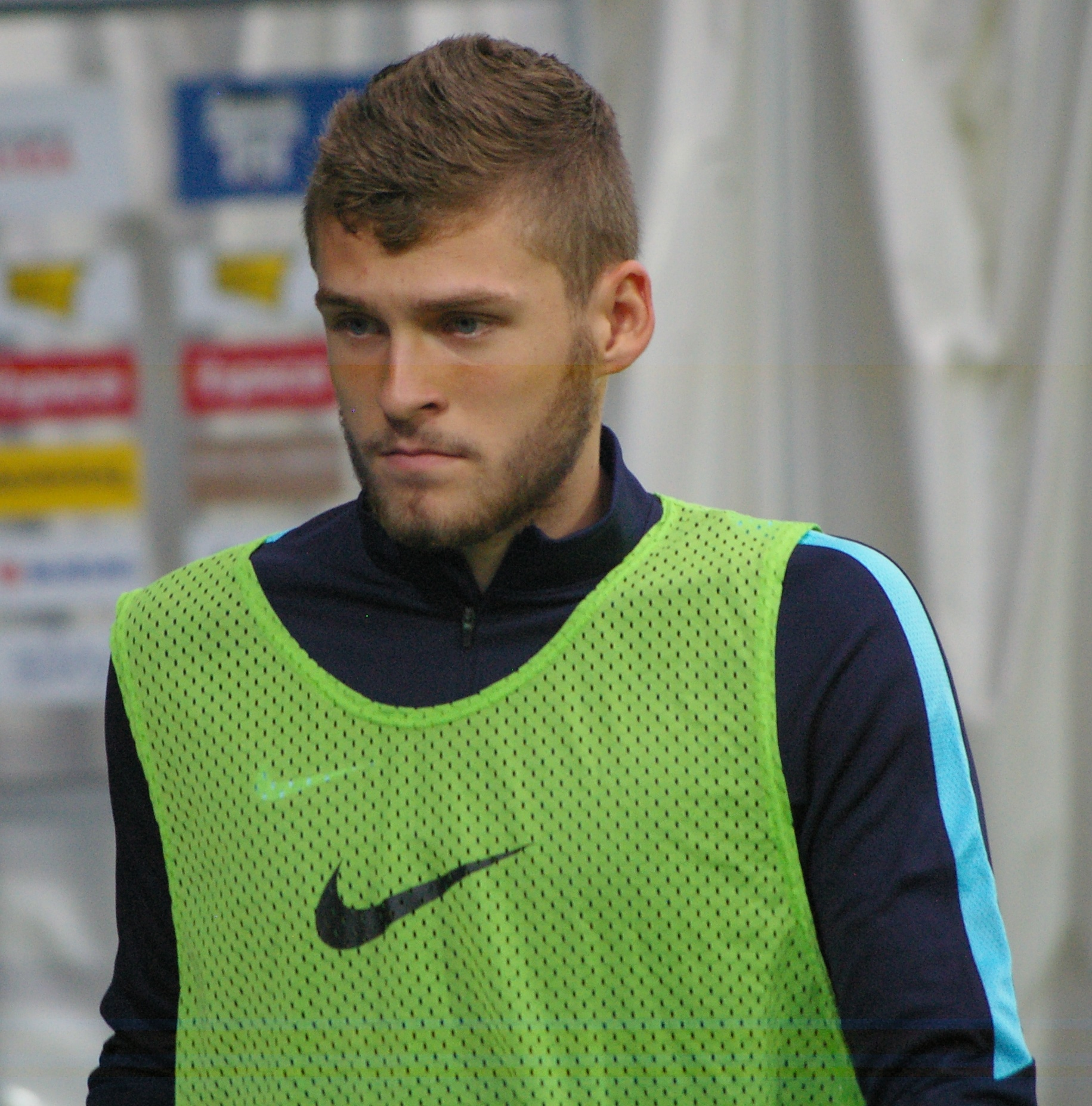
Dmitri Skopinzew
(* 1997)

Folgende Persönlichkeiten sind in Woronesch geboren. Die Auflistung erfolgt chronologisch nach Geburtsjahr.

### 18. Jahrhundert
- Michail Pawlow (1792–1840), Akademiker

### 19. Jahrhundert
- Alexei Kolzow (1809–1842), Volksdichter
- Wassili Sarenko (1814–1881), Arzt, Komponist und Gitarrist
- Alexei Chowanski (1814–1899), Lehrer und Verleger
- Iwan Nikitin (1824–1861), Volksdichter
- Nikolai Ge (1831–1894), Historien- und Porträtmaler
- Andrian Masaraki (1835–1906), Offizier, Pianist und Mäzen
- Iwan Goroschankin (1848–1904), Botaniker
- Sofja Perejaslawzewa (1849–1903), Zoologin und Hochschullehrerin
- Anastassija Werbizkaja (1861–1928), Schriftstellerin, Dramatikerin und Memoiristin
- Michail Olminski (1863–1933), Revolutionär, Journalist, Historiker und Literaturkritiker
- Alexei Gutor (1868–1938), Generalleutnant
- Iwan Bunin (1870–1953), Schriftsteller, Lyriker und Übersetzer
- Bruno Adler (1874–1942), russisch-deutscher Ethnologe, Anthropologe, Kurator und Professor der Moskauer Staatlichen Universität
- Jelena Kisseljowa (1878–1974), Malerin
- Walerian Albanow (1881–1919), Seefahrer und Polarforscher
- Jan Hambourg (1882–1947), kanadischer Geiger
- Volin (1882–1945), Anarchist und Revolutionär
- Boris Hambourg (1885–1954), Cellist
- Boris Eichenbaum (1886–1959), Literaturwissenschaftler
- Anatoli Durow (1887–1928), einer der bekanntesten und talentiertesten Tiertrainer des 20. Jahrhunderts
- Samuil Marschak (1887–1964), Schriftsteller
- Eduard Schpolski (1892–1975), Physiker
- Lew Lebedjanski (1898–1968), Eisenbahningenieur
- Semjon Kriwoschein (1899–1978), General
- Georgi Krutikow (1899–1958), Architekt
- Andrei Platonow (1899–1951), Schriftsteller
- William Dameshek (1900–1969), US-amerikanischer Hämatologe

### 20. Jahrhundert

#### 1901–1940
- Nikolai Birjukow (1901–1974), Generaloberst[1]
- Wladimir Gribkow (1902–1960), Theater- und Filmschauspieler, Synchronsprecher sowie Estrada-Künstler
- Wiktor Kolpakow (1904–1972), Theater- und Filmschauspieler
- Pawel Tscherenkow (1904–1990), Physiker, Entdecker der Tscherenkow-Strahlung und Nobelpreis-Träger (1958)
- Andrei Bunin (1905–1977), Architekt, Städtebauer, Architekturhistoriker und Hochschullehrer
- Juri Kobsarew (1905–1992), Physiker und Hochschullehrer
- Jakow Kreiser (1905–1969), Armeegeneral
- Gennadi Kasanski (1910–1983), Filmregisseur
- Leon Nebenzahl (1910–1996), russisch-deutscher Übersetzer und Journalist
- Georgi Schilenkow (1910–1946), sowjetischer Funktionär und Propaganda-Chef der Wlassow-Armee
- Juri Basilewski (1912–1983), Computeringenieur
- Leonid Jefremow (1912–2007), Politiker
- Pavel Kasatkin (1915–1987), Arzt, Poet, Heimatschriftsteller
- Wiktor Germanow (1916–1987), Luftfahrtingenieur
- Alexander Schelepin (1918–1994), Vorsitzender des KGB von 1958 bis 1961
- Grigori Baklanow (1923–2009), Schriftsteller
- Gleb Strischenow (1923–1985), Schauspieler
- Wladimir Sagorowski (1925–1994), Historiker und 4. Fernschachweltmeister (1965–1968)
- Konstantin Feoktistow (1926–2009), Kosmonaut
- Witali Worotnikow (1926–2012), Politiker, Mitglied des Politbüros der KPdSU und Ministerpräsident der Russischen SFSR (RSFSR)
- Stanislaw Jemeljanow (1929–2018), Mathematiker, Kybernetiker, Informatiker und Hochschullehrer
- Arkadij Davidowitsch (1930–2021), Schriftsteller und Aphorist
- Radi Fedorenko (1930–2009), Mathematiker
- Marija Lukschina (1932–2014), Radrennfahrerin
- Walentin Sidorow (1932–1999), Dichter, Schriftsteller, Wissenschaftler und eine öffentliche Persönlichkeit
- Grigori Sanakojew (1935–2021), Schachmeister, Großmeister im Fernschach und 12. Fernschachweltmeister (1990–1994)
- Juri Schurawljow (1935–2022), Mathematiker und Hochschullehrer
- Jacob Yuchtman (1935–1985), Schachspieler
- Wjatscheslaw Owtschinnikow (1936–2019), Komponist
- Ija Sawwina (1936–2011), Schauspielerin
- Inna Krylowa (1937–2018), Chemikerin und Hochschullehrerin
- Boris Mitjagin (* 1937), russisch-amerikanischer Mathematiker
- Lew Serebrow (1939–2011), Politiker[2][3]

#### 1941–1980
- Juri Smoljakow (* 1941), Fechter und olympischer Silbermedaillengewinner 1968
- Tamara Trampe (1942–2021), Regisseurin, Autorin und Dramaturgin
- Galina Bucharina (* 1945), Sprinterin und olympische Bronzemedaillengewinnerin 1968
- Alexander Malejew (1947), Turner und olympischer Silbermedaillengewinner 1972[4]
- Svetlana Kopystiansky (* 1950), russisch-US-amerikanische Künstlerin
- Juri Kortschagin (* 1950), Diplomat
- Leonid Dobroskokin (* 1952), Schwimmer[5]
- Anatoli Fedjukin (1952–2020), Handballspieler und Olympiasieger 1976[6]
- Wladimir Rochlin (* 1952), US-amerikanischer Mathematiker russischer Herkunft
- Ljubow Burda (* 1953), sowjetische Kunstturnerin und zweifache Olympiasiegerin 1968 und 1972
- Jelena Dawydowa (* 1961), Kunstturnerin und zweifache Olympiasiegerin 1980
- Alexander Borodjuk (* 1962), Fußballspieler und -trainer
- Wladimir Jereschtschenko (* 1962), Boxer[7]
- Alexander Litwinenko (1962–2006), Nachrichtendienstler
- Alexander Tschajew (* 1962), Schwimmer und olympischer Silbermedaillengewinner 1980[8]
- Juri Schischkin (* 1963), Fußballspieler und Fußballtrainer
- Juri Nikolajewitsch Klinskich („Choi“) (1964–2000), Sänger der Band Sektor Gasa
- Jelena Rusina (* 1964), Leichtathletin
- Waleri Schmarow (* 1965), Fußballspieler und -trainer
- Konstantin Tschernyschow (* 1967), Schachgroßmeister
- Wladimir Bobreschow (* 1968), Kanute[9]
- Oleg Gorobi (1971), Kanute
- Ruslan Maschtschenko (* 1971), Hürdenläufer und Sprinter
- Dmitri Sautin (* 1974), Wasserspringer und achtmaliger Olympiasieger
- Roman Serikow (* 1974), Handballspieler
- Sergei Werlin (* 1974), Kanute
- Dmitri Stjopuschkin (1975–2022), Bobfahrer
- Nikolai Krjukow (* 1978), Turner und Olympiasieger 1996[10]
- Kirill Gerstein (* 1979), US-amerikanischer Pianist
- Jewgeni Ignatow (* 1979), Kanute
- Angelina Juschkowa (* 1979), rhythmische Sportgymnastin und olympische Bronzemedaillengewinnerin 1996
- Alexander Warlamow (* 1979), Wasserspringer
- Maxim Potapow (* 1980), Eishockeyspieler

#### 1981–1990
- Alexander Kryssanow (* 1981), Eishockeyspieler
- Margarita Mkrtytschan (* 1981), Taekwondoin[11]
- Eduard Worganow (* 1982), Radrennfahrer
- Iwan Sajenko (* 1983), Fußballspieler
- Roman Filipow (1984–2018), Militärpilot
- Dmitri Kosontschuk (* 1984), Radrennfahrer
- Michail Rewin (* 1984), Handballspieler
- Waleri Sarytschew (* 1984), Ruderer[12]
- Alexander Chatunzew (* 1985), Radrennfahrer
- Jegor Wjalzew (* 1985), Basketballspieler
- Samwel Aslanjan (* 1986), Handballspieler
- Daniil Gridnev (* 1986), Fußballspieler
- Dmitri Kossjakow (* 1986), Radsportler
- Antonina Wessenina (* 1986), Opernsängerin
- Jelena Danilowa (* 1987), Fußballspielerin
- Sektor Gasa (1987–2000), Punk-Band
- Alexandra Ordina (* 1987), Boxerin
- Roman Schischkin (* 1987), Fußballspieler
- Jelena Terechowa (* 1987), Fußballspielerin
- Natalja Gontscharowa (* 1988), Wasserspringerin
- Jelena Judina (* 1988), Skeletonpilotin
- Dmitri Abakumow (* 1989), Fußballtorhüter
- Iwan Dobronrawow (* 1989), Schauspieler
- Anna Bogomasowa (* 1990), Kickboxerin, Martial-Arts-Kämpferin und Wrestlerin
- Juri Kunakow (* 1990), Wasserspringer
- Witali Melnikow (* 1990), Schwimmer

#### 1991–2000
- Ruslan Magal (* 1991), Fußballspieler
- Elvis Kryukov (* 1992), zyprischer Leichtathlet
- Andrei Jegorytschew (* 1993), Fußballspieler
- Wiktorija Komowa (* 1995), Kunstturnerin und Weltmeisterin am Stufenbarren 2011 und 2015
- Witali Lyszow (* 1995), Fußballspieler
- Maxim Maximow (* 1995), Fußballspieler
- Marija Marfutina (* 1997), Tennisspielerin
- Artur Martirossjan (* 1997), Pokerspieler
- Dmitri Skopinzew (* 1997), Fußballspieler
- Alexander Dolgow (* 1998), Fußballspieler
- Ljubow Dolgaja (* 1999), Billardspielerin
- Dmitri Zyptschenko (* 1999), Fußballspieler
- Angelina Melnikowa (* 2000), Kunstturnerin

### 21. Jahrhundert
- Ruslan Litwinow (* 2001), Fußballspieler
- Danila Suchomlinow (* 2002), Fußballspieler

## Ehrenbürger von Woronesch
- 1993: Gawriil Trojepolski (1905–1995), Schriftsteller[13]
- 1996: Witali Worotnikow (1926–2012), Politiker[13]
- 2001: Konstantin Feoktistow (1926–2009), Kosmonaut[13]
- 2001: Dmitri Sautin (* 1974), Wasserspringer und achtmaliger Olympiasieger[13]
- 2002: Mstislaw Rostropowitsch (1927–2007), Cellist, Dirigent, Pianist, Komponist und Humanist[13]

## Personen mit Beziehung zu Woronesch
- Peter der Große (1672–1725), von 1682 bis 1721 Zar und Großfürst von Russland und von 1721 bis 1725 der erste Kaiser des Russischen Reichs; besuchte Woronesch 13 Mal von 1696 bis 1722
- Sergei Mossin (1849–1902), Waffenkonstrukteur und Offizier der russischen Armee; trat im Alter von zwölf Jahren in die Woronescher Michailow-Kadettenanstalt ein
- Serge Voronoff (1866–1951), französischer Chirurg russischer Herkunft und ein Pionier auf dem Gebiet der Xenotransplantation
- Nikolai Burdenko (1876–1946), Chirurg und Begründer der russischen Neurochirurgie; von 1918 bis 1923 Professor der neugegründeten Universität Woronesch
- Leonid Assur (1878–1920), Maschinenbauingenieur
- Ossip Mandelstam (1891–1938), Dichter; wurde nach Woronesch verbannt, wo er drei Jahre verbrachte
- Nikolai Bassow (1922–2001), Physiker, einer der Begründer der Quantenelektronik und Physik-Nobelpreis (1964); wuchs in Woronesch auf

## In Woronesch verstorbene Persönlichkeiten
- 1842: Alexei Kolzow (1809–1842), Volksdichter
- 1861: Iwan Nikitin (1824–1861), Lyriker und Volksdichter
- 1899: Alexei Chowanski (1814–1899), Verleger
- 1919: Michail Zwet (1872–1919), Botaniker und der Erfinder der Chromatographie
- 1938: Konstantin Kalinin (1889–1938), Flugzeugkonstrukteur
- 1942: Herbert Birtner (1900–1942), deutscher Musikwissenschaftler
- 1942: Bernhard Rehm (1909–1942), deutscher klassischer Philologe
- 1943: Henner Henkel (1915–1943), deutscher Tennisspieler und 1937 Gewinner der Französischen Meisterschaften (heute French Open)
- 1943: Helmuth Naudé (1904–1943), deutscher Moderner Fünfkämpfer und Offizier der Wehrmacht
- 1981: Michail Nossyrew (1924–1981), Komponist
- 1994: Wladimir Sagorowski (1925–1994), Historiker und 4. Fernschachweltmeister (1965–1968)
- 1995: Gawriil Trojepolski (1905–1995), Schriftsteller